# Xoài Benishan

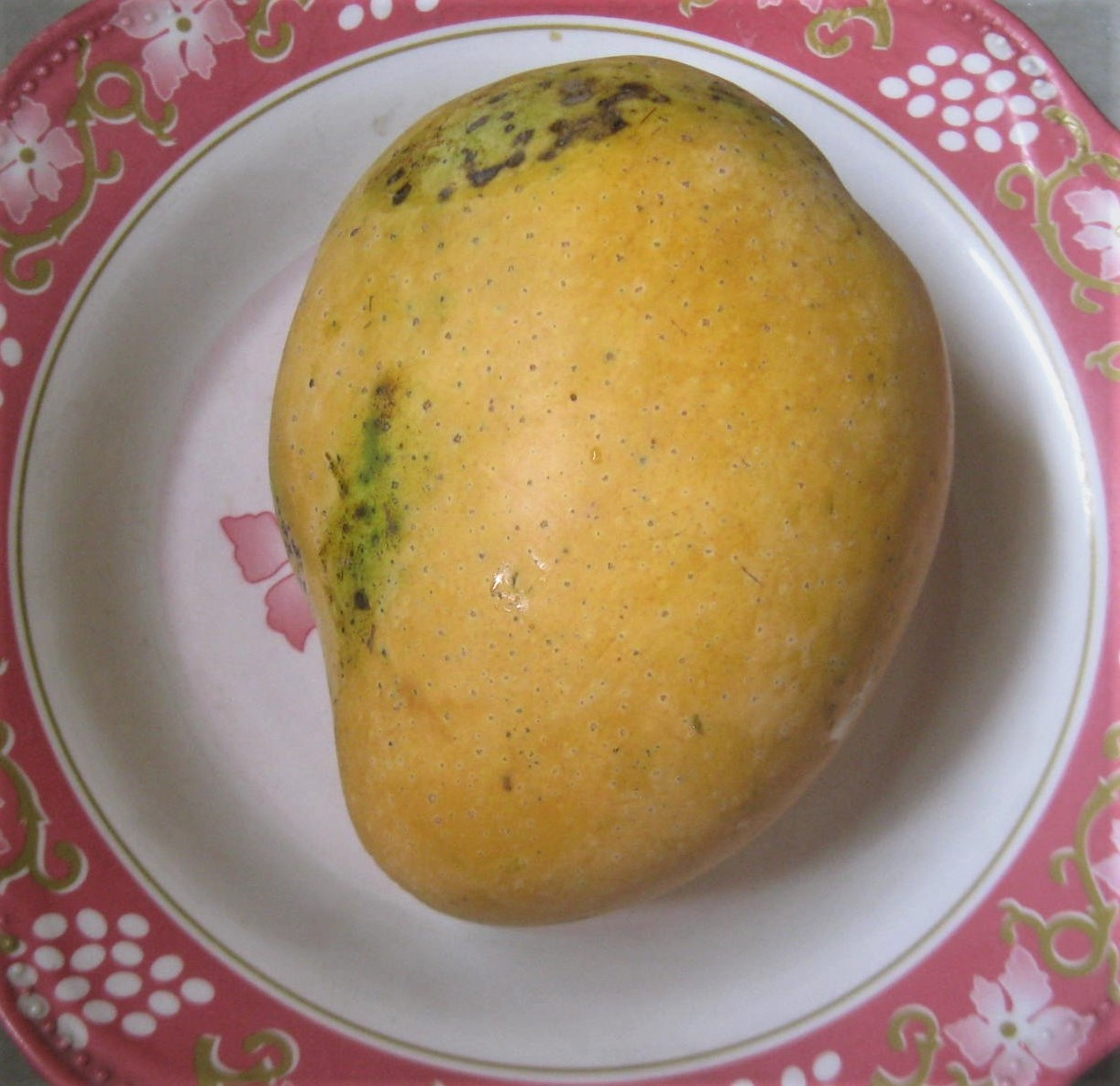
Xoài Benishan

Xoài Benishan (hay Xoài Banginapalli) là một giống xoài được sản xuất tại Banaganapalle của quận Kurnool thuộc bang Andhra Pradesh, Ấn Độ. Chỉ riêng nó đã chiếm 70% tổng diện tích trồng xoài của bang và lần đầu tiên được giới thiệu bởi Nawabs ở Banaganapalli. Nó đã được đăng ký là một trong những chỉ dẫn địa lý của Andhra Pradesh vào ngày 3 tháng 5 năm 2017, dưới dạng các sản phẩm làm vườn của Cơ quan đăng ký chỉ dẫn địa lý. Nó cũng được trồng ở các vùng khác của Ấn Độ và Pakistan. Quả được mô tả là có  hình bầu dục xiên, khoảng 14 cm  chiều dài, với thịt màu vàng và vỏ mỏng, vàng mịn. Thịt có kết cấu chắc, căng mọng, ngọt và thiếu chất xơ. Giống cây này được tìm kiếm nhiều nhất ở Andhra Pradesh. Đây là một giống giữa mùa rất tốt cho các sản phẩm đóng hộp. Xoài là nguồn cung cấp vitamin A & C phong phú

## Từ nguyên
Nó còn được gọi là Banganapalle vì nó được trồng rất nhiều trong và xung quanh làng Banaganapalle của Andhra Pradesh. Benishan, Chappatai, Safeda là những cái tên khác. Benishan được đặt theo tên của Zamindar của Panyam và Nawab của Banganapalle.

## Canh tác
Nó chủ yếu được trồng ở các thị trấn nhỏ ở Banaganapalle, Panyam và Nandyal của quận Kurnool. Ngoài ra, các khu vực ven biển và Rayalaseema cũng là khu vực trồng trọt giống xoài này. Bang Telangana cũng canh tác giống xoài này tại một số quận như Khammam, Mahabubnagar, Rangareddy, Medak và Adilabad của Telangana.